# Lynemouth
Lynemouth är en ort och civil parish i Storbritannien.   Den ligger i grevskapet och kommunen Northumberland i riksdelen England, i den centrala delen av landet, 400 km norr om huvudstaden London. Lynemouth ligger 20 meter över havet och antalet invånare är 1 873.
Terrängen runt Lynemouth är platt. Havet är nära Lynemouth åt nordost.  Närmaste större samhälle är Blyth, 9,8 km söder om Lynemouth. 